# Angel Riva
Angel Riva (Brebbia, Varese, Lombardía, Italia, 1845 – Córdoba, Argentina, 1907), llegado muy joven a Argentina desde Italia, incursiona primero como empresario en el ramo hotelero, y luego se convierte en reconocido constructor de la ciudad de Córdoba.

## Empresario hotelero
Angel Riva nació en Brebbia, en aquellos días provincia de Como, actualmente perteneciente a la provincia de Varese, Lombardía, Italia, en el año 1845, hijo de Paolo Riva y Angelina Franzetti, se casó con Virginia Zamberletti el 4 de septiembre de 1878 en Morosolo (Varese), con la cual tuvo tres hijos argentinos: Irene, Héctor e Inés.
Llegó a Buenos Aires (Argentina) en 1869, con el oficio de albañil, transfiriéndose enseguida a la ciudad de Córdoba, donde primero abrió un pequeño café próximo a la estación del Ferrocarril Central Argentino, y después en 1876, un cómodo y próspero hotel y confitería. 
Allí tenía como razón social su propio nombre, con un capital de 20.000 pesos nacionales. Trabajaban bajo su dirección siete dependientes hombres y dos mujeres, de los cuales siete eran argentinos y dos extranjeros, seguramente italianos. Su hotel tenía una posición céntrica, muy cercana a la plaza central de la ciudad de Córdoba, actualmente Plaza San Martín.
En el año 1900 vende su Hotel Central, sabiéndose ello porque se encuentra una demanda contra Carlos Cazajous, quien había comprado todos los muebles, utensilios y menaje de cocina en 5.000 pesos nacionales, a pagar en tres años más un interés del 9% anual pagaderos mensualmente, poniendo como garantía una hipoteca sobre un terreno de su propiedad en los suburbios de la ciudad, y también sus derechos como acreedor hipotecario sobre un terreno situado en el Departamento Santa María de la provincia de Córdoba. Como no paga su deuda, en el año 1903 la acción legal iniciada termina con la transferencia de la propiedad de Cazajous y sus derechos sobre la hipoteca a nombre de Riva.

## Empresario de la construcción
Al mismo tiempo, el albañil se convierte en reputado constructor, que construye muchas casas por su propia cuenta y por encargo de terceros, consolidando una sólida posición económica y convirtiéndose en dueño de casas en toda la ciudad. 
Por su propia cuenta, comienza a comprar terrenos en el centro de la ciudad, en el Pueblo General Paz, en el Pueblo San Vicente y en la Nueva Córdoba.
Para construir su propia casa, en el año 1875 compra a Leandro Weber un terreno sobre calle San Jerónimo y Bvard. Guzmán, y adjuntando después el terreno comprado en 1881 a Josefa Arraigada, construye aquella que sería su última morada en vida, a la cual iría a vivir no mucho antes de vender su hotel. La casa estaba conformada por 42 habitaciones y 4 patios, dividida en 5 departamentos con frente a calle San Jerónimo y el Bvard. Guzmán. Todas las habitaciones tenían piso de parqué, y techo de madera y lienzo. Los patios estaban revestidos de cerámica francesa. Esta casa fue valuada en 71.000 pesos nacionales, siendo una de sus propiedades más valiosas.
Riva es otro ejemplo de la actividad empresarial en la cual muchos lombardos se han destacado en Argentina. Por su laboriosidad, puede incluírselo en los denominados self-made men, vale decir, aquellos hombres hechos a sí mismos, quienes a través de su esfuerzo, ahorro y trabajo, lograron reunir un capital para llevar adelante su empresa.
Angel Riva falleció en Córdoba, el 23 de junio de 1907, debido a una enfermedad esofágica. Al tiempo de su muerte, poseía trece casas y cinco terrenos que sus hijos recibieron en herencia por partes iguales. Sus bienes fueron evaluados en más de 200.000 pesos nacionales, una importante suma para aquellos años.